# فنیل ایزوتیوسیانات
فنیل ایزوتیوسیانات (به انگلیسی: Phenyl isothiocyanate) با فرمول شیمیایی C7H5NS یک ترکیب شیمیایی با شناسه پاب‌کم 11424678 است. که جرم مولی آن ۱۳۵٫۱۹ گرم بر مول می‌باشد. 